# Phymatini
Tribu
Les Phymatini sont une tribu d'insectes hémiptères du sous-ordre des hétéroptères (punaises), de la famille des Reduviidae, et de la sous-famille des  Phymatinae.

## Historique et dénomination
La tribu des Phymatini a été décrite par l'entomologiste français Francis de Laporte de Castelnau.

## Taxinomie
Liste des genres
- Kormilevida
- Phymata